# ابوالفتوح عبدالرازق
ابوالفتوح عبدالرازق (انگلیسی: Abouelfetoh Abdelrazek؛ زادهٔ ۱۲ فوریهٔ ۱۹۸۷) بازیکن هندبال اهل مصر است.